# Bruges-Capbis-Mifaget
Bruges-Capbis-Mifaget é uma comuna francesa na região administrativa da Nova Aquitânia, no departamento dos Pirenéus Atlânticos. Estende-se por uma área de 16,66 km². Em 2010 a comuna tinha 904 habitantes (densidade: 54,3 hab./km²).